# Dominik Andrijašević
Dominik Andrijašević (Ravno, 1572. – Rim, 1632.) bio je hrvatski katolički prelat iz reda franjevaca i diplomat.

## Životopis
Roditelji su mu bili Petar i Margareta. Školovao se od franjevaca u Dubrovniku gdje je postao franjevac i svećenik. Godine 1595. hercegovački glavari i pravoslavni metropolit iz Trebinja šalje ga da kod kršćanskih vladara traži pomoć za podizanje ustanka u Hercegovini. Dubrovačka Republika mu je istovremeno povjerila zadatak u sprječavanju napada senjskih uskoka na dubrovačko područje. U Rimu ga je primio papa Klement VIII. i pismom od 10. listopada 1595. preporučio nadvojvodi u Grazu.
Vrativši se u Dubrovnik održavao je veze s hercegovačkim glavarima koji su mu 19. siječnja 1604. povjerili zastupničku misiju kod cara Rudolfa II. Nakon toga mu je bio zabranjen povratak u Dubrovnik zbog sumnje da je povezan s uskocima. Zatim je boravio u Hvaru gdje je surađivao s uskocima i pripremao napad na Klis. Dubrovačka Republika ga je uhitila i predala Mletačkoj Republici. Oslobođen je na intervenciju papinskog nuncija te je boravio u južnoj Italiji kao propovjednik.
Godine 1622. imenovan je biskupom u Skadru. U biskupiji je nastojao reorganizirati život svećenstva te osloboditi stanovništvo od turske vlasti. Zbog toga je 1624. protjeran iz Albanije pa se nastanio na području Dubravačke Republike. Dana 17. prosinca 1624. od Propagande je isposlovao osnivanje tzv. Stjepanske biskupije; Propaganda ga je tek 27. ožujka 1631. opozvala kao stjepanskog biskupa te odlazi u Rim pokušavajući preuzeti Stonsku biskupiju ili neku drugu u Mađarskoj.

### Članci
- Nikić, Andrija. 1983. Andrijašević, Dominik. Hrvatski biografski leksikon. Zagreb.  journal zahtijeva |journal= (pomoć)